# Macmillan River
Der Macmillan River ist ein 239 km langer rechter Nebenfluss des Pelly River im Yukon-Territorium im Nordwesten von Kanada.

## Flusslauf
Der Macmillan River entsteht am Zusammenfluss seiner beiden Quellflüsse, dem North Macmillan River und dem South Macmillan River. Er fließt in überwiegend westlicher Richtung. Bei Flusskilometer 128 mündet der Moose River, Abfluss des Moose Lake, bei Flusskilometer 40 der Kalzas River, der Abfluss des Big Kalzas Lake, beide von rechts in den Macmillan River.
Der Macmillan River erreicht schließlich 30 km östlich von Pelly Crossing den Pelly River.
Der Macmillan River und seine Quellflüsse weisen fast durchgehend ein stark mäandrierendes Verhalten mit vielen engen Flussschlingen auf. Das Einzugsgebiet des Flusses erstreckt sich über 13.800 km². Sein mittlerer Abfluss beträgt 140 m³/s.

## Hydrometrie
Oberhalb der Einmündung des Kalzas River befindet sich bei Flusskilometer 41 ein Abflusspegel (⊙) am Macmillan River. Im folgenden Schaubild werden die mittleren monatlichen Abflüsse für die Messperiode 1984/1996 in m³/s dargestellt.

## Quellflüsse
Der North Macmillan River entspringt im Nordwesten der Selwyn Mountains auf einer Höhe von 1280 m. Er fließt anfangs 37 km in südwestlicher Richtung, bis zur Einmündung des Gold River. Anschließend wendet sich der North Macmillan River nach Westen. Bei Flusskilometer 70 mündet der Husky Dog Creek von Norden kommend in den North Macmillan River.
Der South Macmillan River entspringt in den Selwyn Mountains auf einer Höhe von 1350 m. Er fließt anfangs 10 km nach Osten, bevor er sich nahe dem Macmillan Pass nach Südwesten wendet. Die North Canol Road folgt dem Oberlauf des South Macmillan River bis etwa Flusskilometer 160, bevor sie nach Süden abbiegt. Der South Macmillan River setzt seinen Kurs in Richtung Westnordwest fort. Bei Flusskilometer 70 trifft der Riddell River von Südosten kommend auf den South Macmillan River.

## Erholung
Es werden Kanu- und Kajaktouren angeboten, die auf dem linken Quellfluss South Macmillan River starten und über den Macmillan River nach Pelly Crossing, das am Pelly River ein kurzes Stück unterhalb der Mündung des Macmillan River liegt, führen und 16 bis 17 Tage dauern.
Der Schwierigkeitsgrad der Wildwasserstrecken liegt bei III–IV.

## Namensgebung
Der Fluss Macmillan River sowie dessen Quellflüsse und weitere geographische Objekte in der Umgebung wurden von Robert Campbell (1808–1894) nach seinem Cousin James McMillan (1783–1858) benannt. Dieser war ein Pelzhändler der North West Company und der Hudson’s Bay Company. Es gibt offenbar mehrere Schreibweisen des Namens.